# Phragmonaevia
Phragmonaevia is een geslacht van schimmels behorend orde Helotiales. De familie is nog niet met zekerheid bekend (incertae sedis). De typesoort is Phragmonaevia libertiana.

## Soorten
Volgens Index Fungorum telt het 15 soorten (peildatum februari 2023):
| Soortnaam                   | Auteur(s)            | Publicatiejaar |
| --------------------------- | -------------------- | -------------- |
| Phragmonaevia alpina        | Starbäck             | 1895           |
| Phragmonaevia caulincola    | (Schwein.) Sacc.     | 1889           |
| Phragmonaevia charticola    | Feltgen              | 1901           |
| Phragmonaevia convallariae  | (Mont. & Ces.) Sacc. | 1889           |
| Phragmonaevia euphorbiicola | Rehm                 | 1900           |
| Phragmonaevia galeopsidis   | (J. Schröt.) Höhn.   | 1918           |
| Phragmonaevia herbarum      | Velen.               | 1934           |
| Phragmonaevia hyperici      | (Westend.) Sacc.     | 1889           |
| Phragmonaevia hysterioides  | (Desm.) Rehm         | 1888           |
| Phragmonaevia laetissima    | (Ces.) Rehm          | 1888           |
| Phragmonaevia lauri         | Pat.                 | 1902           |
| Phragmonaevia libertiana    | (Sacc. & Roum.) Rehm | 1888           |
| Phragmonaevia lignicola     | Vouaux               | 1910           |
| Phragmonaevia scorodoniae   | Rehm                 | 1912           |
| Phragmonaevia vinosula      | (Rehm) Höhn.         | 1918           |